# Pizzo Galleggione
Il Pizzo Galleggione (3.106  m s.l.m. - detto anche Pizz Gallagiun) è una montagna delle Alpi del Platta nelle Alpi Retiche occidentali. È da questo pizzo che deriva 
il cognome Gallegioni, molto diffuso in Valchiavenna.

## Descrizione
Si trova sul confine tra l'Italia e la Svizzera. Contorna a nord la Val Bregaglia.